# Killorglin
Killorglin (Irlandés: Cill Orglan) es una ciudad en el Condado de Kerry, Irlanda. Está localizado en el río Laune, el cual tiene un club de remo y un nuevo puerto.  La población de Killorglin es de 2.085 habitantes (censo de 2011) a pesar de que aumenta considerablemente durante la Puck Fair debido a los visitantes y el regreso de los emigrantes.
Killorglin es un centro de actividad importante para Kerry, tiene un gran número de albergues turísticos en Dromin Hill y también tiene una de las últimas cadenas de mesón empezadas por Charles Bianconi. 
La ciudad contiene las ruinas de Castillo de Conway.

## Puck Fair
Cada año, empezando el 10 de agosto, Killorglin celebra durante 3 días la Puck Fair, la feria tradicional más antigua en Irlanda. Es una fuente sustancial de ingresos y negocio para la ciudad por la afluencia de personas.

## En Literatura
El libro Things My Mother Never Told Me (Las cosas que mi madre nunca me dijo) por Blake Morrison cuenta la historia de la madre del autor, que era de Killorglin y emigró a Inglaterra.

## Relaciones internacionales
Killorglin está hermanada con Plouha en Francia.